# Mieczysław Bogaczyk
Mieczysław Bogaczyk (ur. 3 sierpnia 1911 w Nowym Sączu – zm. 10 grudnia 2003 tamże) – polski artysta rzeźbiarz, długoletni nauczyciel I i II LO w Nowym Sączu, pracownik Muzeum Okręgowego w Nowym Sączu, ratownik Grupy Krynickiej GOPR. 

## Życiorys
Studiował w latach 1930-1936 w Akademii Sztuk Pięknych w Krakowie w pracowni rzeźby Xawerego Dunikowskiego. 

## Twórczość
W roku 1987 wyrzeźbił w drewnie krzyż z wizerunkiem Chrystusa dla Kościoła pod wezwaniem św. Ignacego Loyoli we Wrocławiu. W roku 1990 wykonał projekt pomnika majora Henryka Sucharskiego w Nowym Sączu. Wyrzeźbił też Madonnę w Kaplicy Szwedzkiej w Parafii N.S.P.J w Nowym Sączu.
Wykonał też kopię rzeźby Pięknej Madonny z Krużlowej, wręczoną Ojcu Świętemu Janowi Pawłowi II jako dar od mieszkańców Sądecczyzny.